# 新月街
新月街（法語：rue Crescent）是加拿大魁北克省蒙特利尔市中心的一条街道，南北走向。新月街垂直于圣凯瑟琳街，从舍布鲁克街（rue Sherbrooke）向南延伸至李域大道（boulevard René-Lévesque）。
新月街是受游客和当地人欢迎的热门景点。在德梅森内韦大道（boulevard De Maisonneuve）以北，有许多维多利亚时代建筑，开设豪华精品店和美术馆。大道以南是夜总会、酒吧和餐馆的集中地。

## 历史
这条街开辟于1860年左右，最初是新月形，位于多彻斯特大道（現李域大道）以北。
新月街上的第一家酒吧于1967年开业 。在此之前，这条街上主要是办公楼。第一家酒吧是温斯顿·丘吉尔爵士酒吧（Sir Winston Churchill Pub），

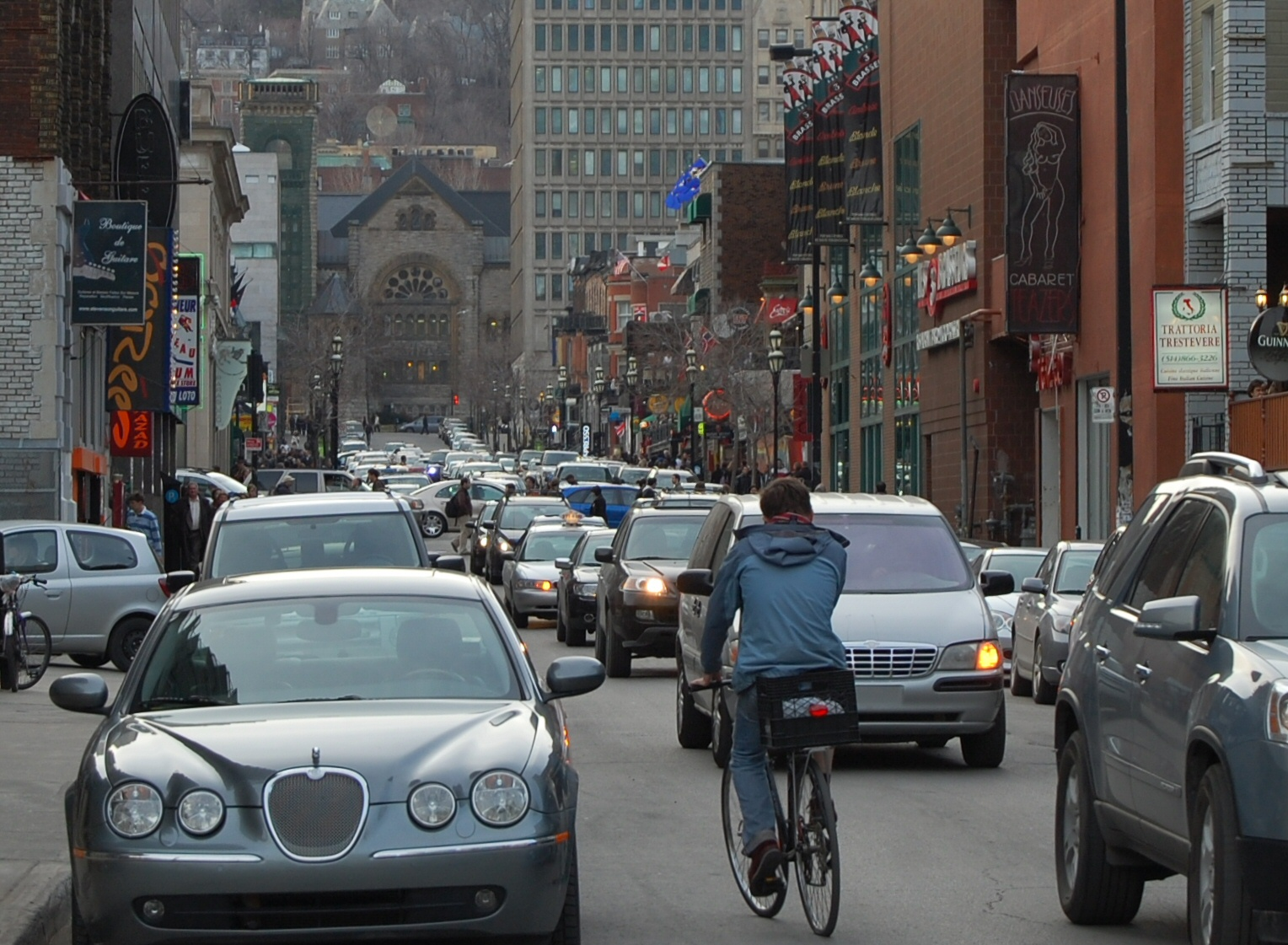

## 香港
香港最受欢迎的夜生活区兰桂坊，直接受到蒙特利尔新月街的启发。在蒙特利尔长大的商人盛智文搬到香港寻找更多商机，他在中环山坡上的小径兰桂坊发现潜力，将其变成一个传奇的夜生活和餐饮区。